# Estreya Ovadya
Estreya Ovadya (en ladino אסתריה עובדיה; en serbocroata y macedonio Естреја Овадија), también conocida como Estreya Ovadya-Mara (25 de diciembre de 1922 – 26 de agosto de 1944) era una judía comunista de Yugoslavia (concretamente, de la actual Macedonia del Norte) que se unió a los Partisanos yugoslavos después de la invasión alemana de Yugoslavia en 1941, durante la Segunda Guerra Mundial.

## Biografía
Estreya Ovadya nació en Bitola, Yugoslavia (ahora en Macedonia del Norte) el 25 de diciembre de 1922 en una familia judía sefardí de pocos recursos. Recibió patrocinamiento de la Organización Internacional de Mujeres Sionistas (WIZO) para ir a Belgrado en busca de empleo o recibir educación en 1938. Allá, se unió a la facción del Movimiento Obrero del Partido Comunista de Yugoslavia y se hizo activa en la sección femenina del mismo. 
Después del bombardeo de Belgrado que inició la invasión de Yugoslavia por parte de las potencias del Eje el 6 de abril de 1941,  regresó a su natal Bitola, en donde fue forzada vivir en un gueto impuesto por  las fuerzas búlgaras en su ocupación de Macedonia. Allí, decidió unirse al nasciente movimiento de los partisanos yugoslavos, a la vez que organizaba reuniones de mujeres en el gueto para discutir los derechos de la mujer en la sociedad yugoslava. Estreya se hizo miembro oficial del partido comunista yugoslavo en 1942. Cuando el Comité Central del Partido Comunista de Macedonia dio el aviso a la comunidad judía acerca de los planes de deportación de los judíos de Bitola el 10 de marzo de 1943, sólo unos cuantos judíos aceptaron la oferta de resguardo de los comunistas, entre ellos Estreya, Jamila Kolonomos, Estela Levi, Roza Ruso y and Adela Faradji.

### Vida como Partisana

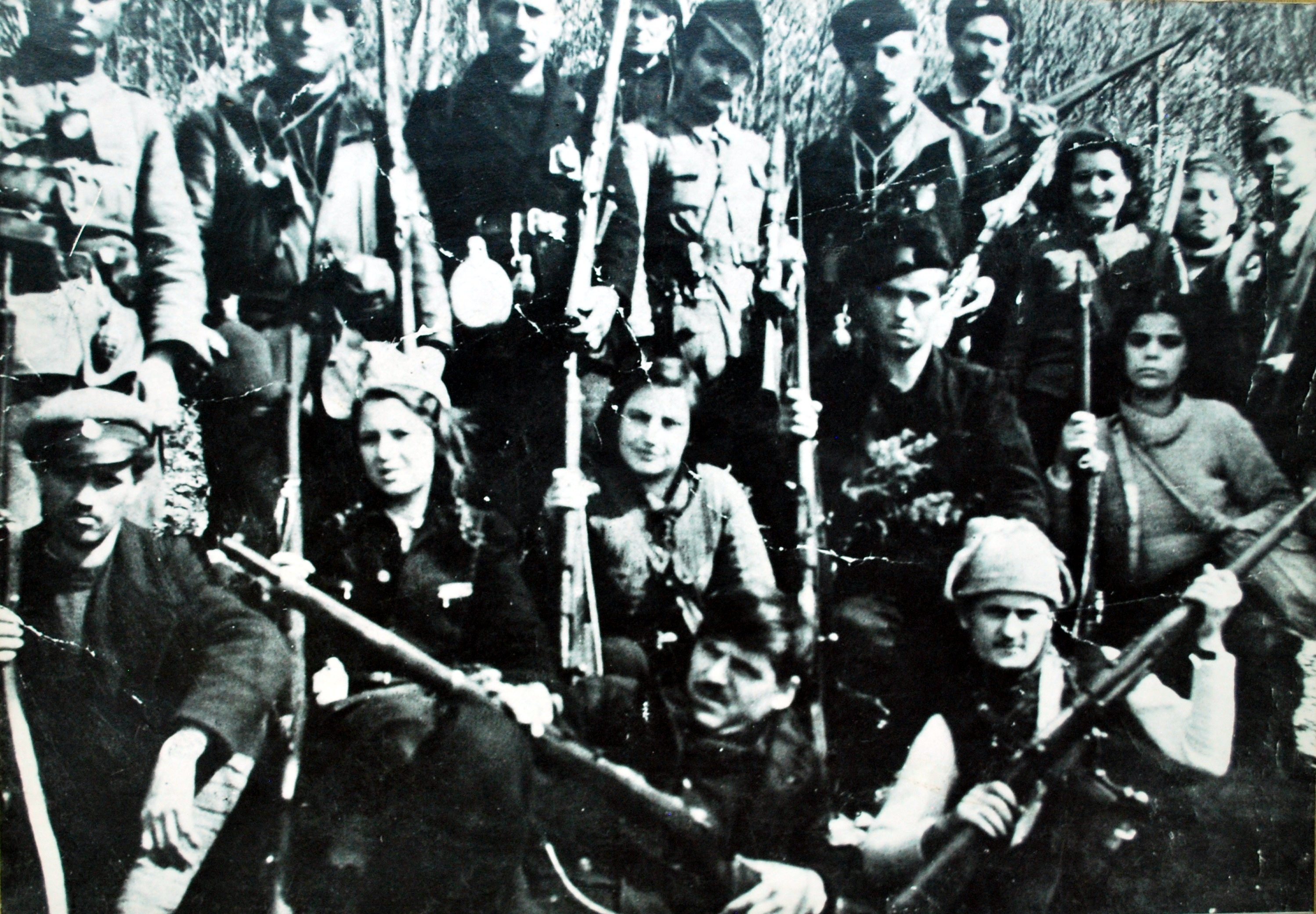
Combatientes del destacamento partisano de Bitola-Prespa en Macedonia durante la Segunda Guerra Mundial. Estreya Ovadya se encuentra en la derecha, en la segunda fila. Foto tomada entre 1942 y 1944.

El siguiente mes,  acepta la oferta hecha por los partisanos para unirse en combate en contra de las fuerzas del eje, y se enlista en la unidad de Goce Delcev; luego es transferida al Batallón de Stiv Naumov cuando fue formado el 11 de noviembre de 1943. Cuando el batallón estuvo integrado a la 3.ª Brigada de Macedonia, Ovadya fue nombrada la comisaria política de su escuadrón. Su unidad ayudó a organizar la reunión fundacional de la Asamblea Antifascista por la Liberación Nacional de Macedonia (en macedonio: Антифашистичко Собрание за Народно Ослободување на Македонија, Antifašističko Sobranie za Narodno Osloboduvanje na Makedonija; en serbocroata: Antifašističko sobranje narodnog oslobođenja Makedonije) el 2 de agosto de 1944, la cual declaró la República de Macedonia.
Ovadya fue nombrada comisaria de un batallón en la recién formada 7.ª Brigada de Macedonia el 21 de agosto de 1944. Murió en combate a la edad de 22 años contra el Ejército de Bulgaria en Kajmakčalan cuatro días después. Fue condecorada post mortem con la Orden de Héroe del Pueblo. Su natal Bitola construyó un monumento y una escuela en su honor después de la guerra.

## Galería de fotos

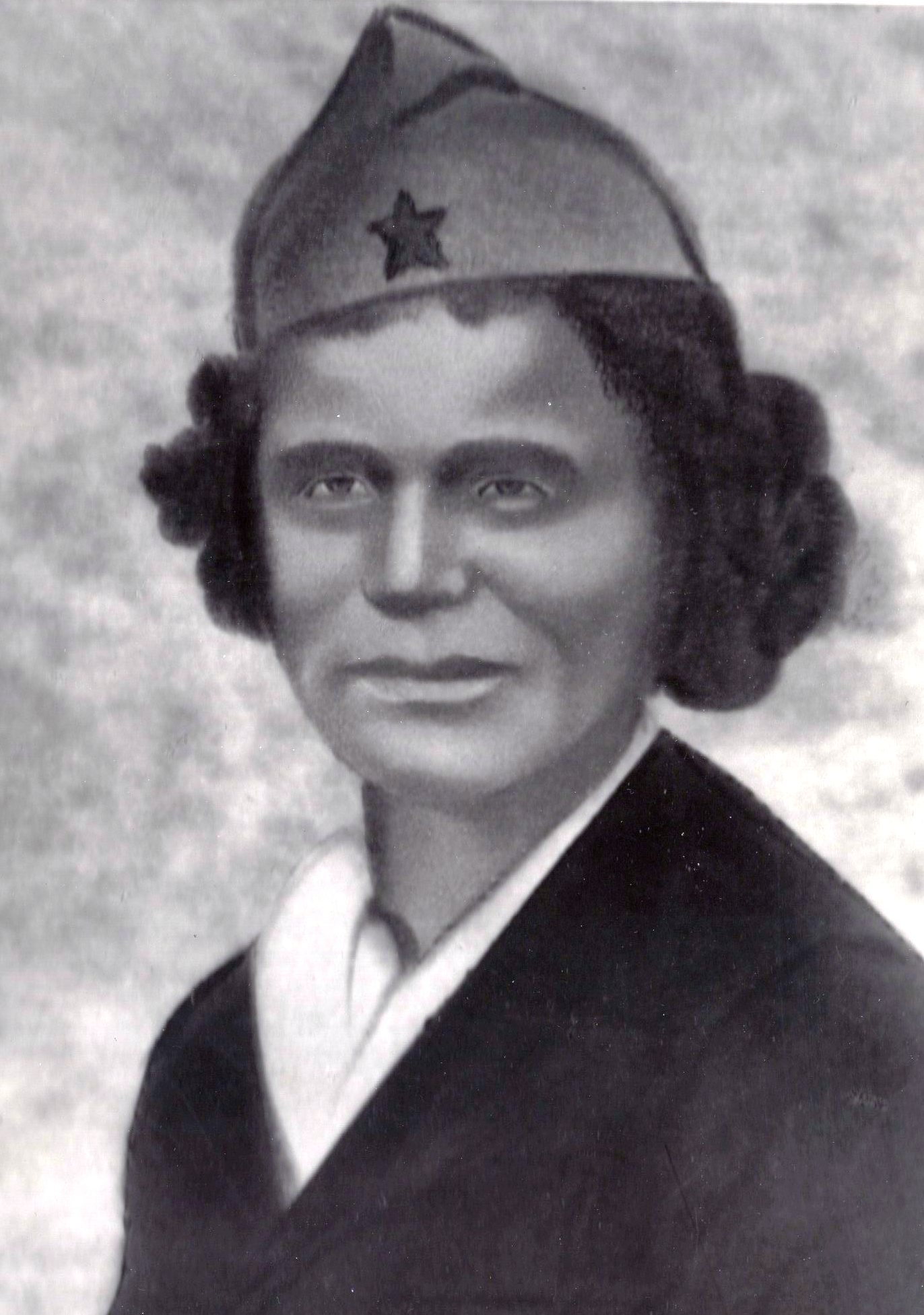
Dibujo de Estreya
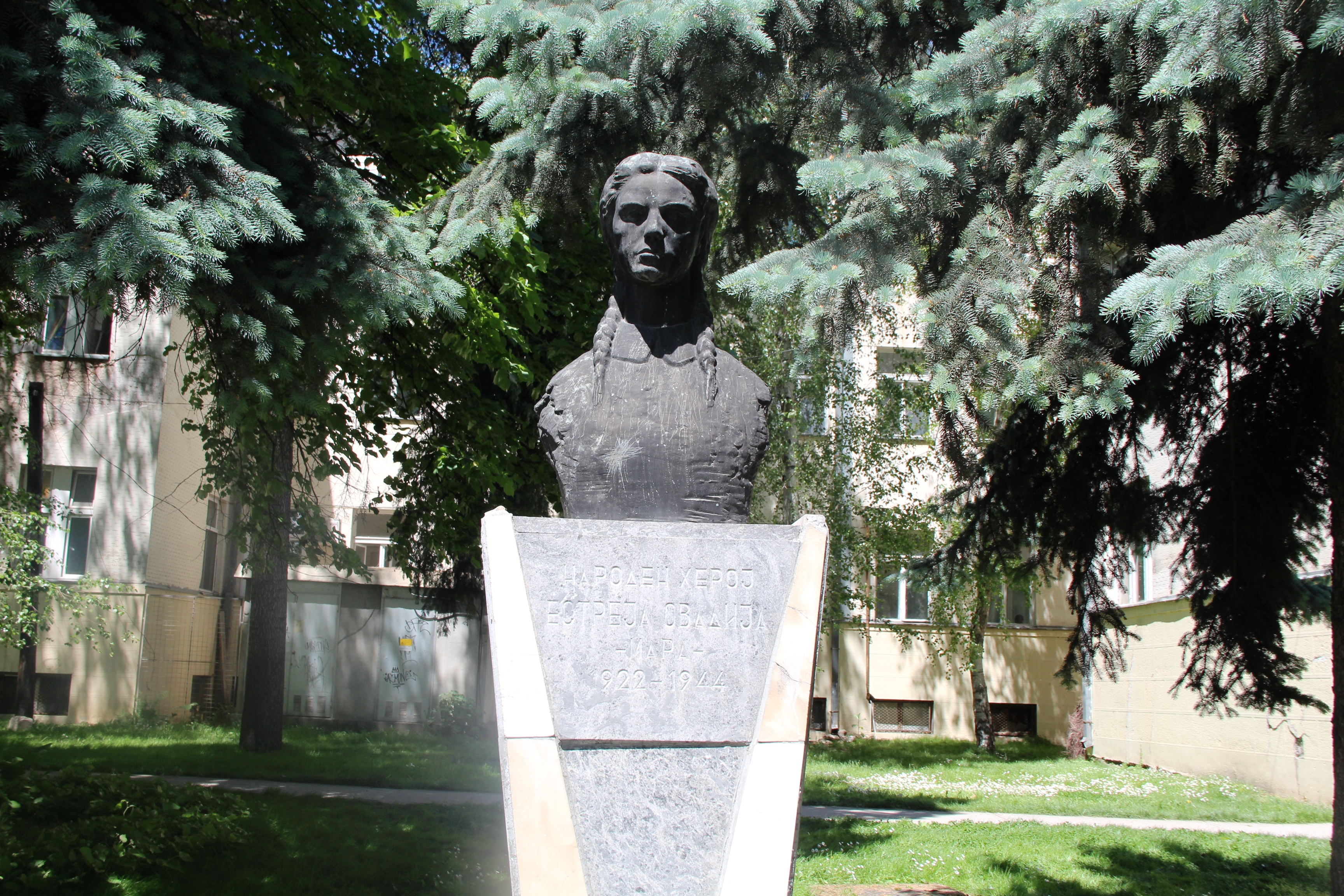
Busto de Estreya Ovadia en el lugar donde se encontraba la sinagoga Kal di Aragon, en Bitola.
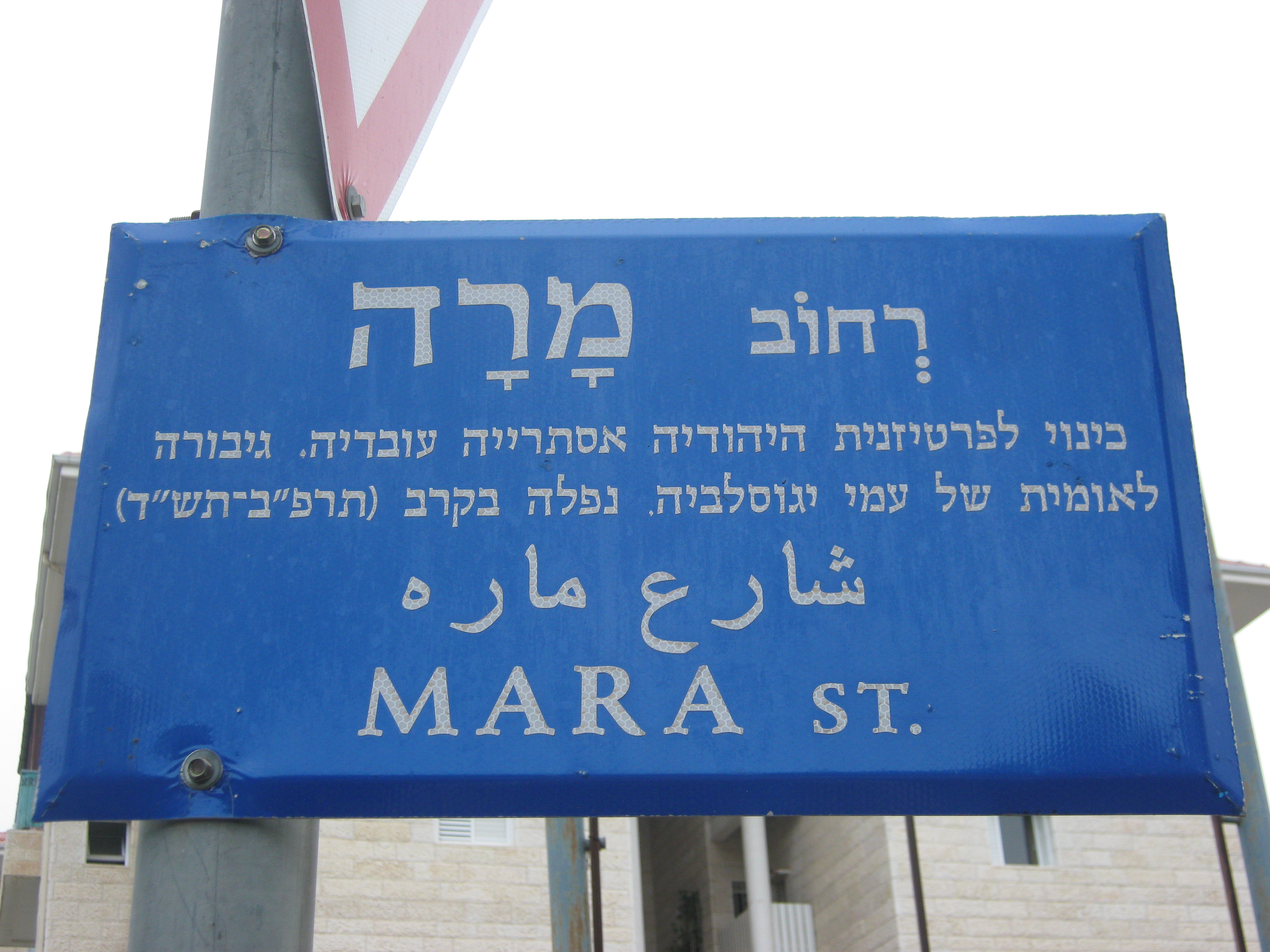
Calle "Mara" dedicada en honor a Estreya Ovadia en Jerusalén, Israel.